# Charlotte Harbor
Charlotte Harbor est une baie américaine située sur la côte ouest de la péninsule de Floride et donnant sur le golfe du Mexique. C'est également le nom d'une ville de Floride située dans le comté de Charlotte.